# Peter Grant
Peter Grant (5 de abril de 1935 – 21 de novembro de 1995)  foi empresário da famosa banda Led Zeppelin, constantemente chamado pelo músicos de "Quinto Elemento". Ele tambem era fã dos Beatles e tentou fazer algumas vezes que houvesse uma parceria musical com Paul McCartney.
Na tarde de 21 de Novembro de 1995, enquanto dirigia em direção à sua casa em Eastbourne, Peter Grant sofreu de um fatal ataque-Cardíaco, com seu filho Warren ao lado. Ele tinha 60 anos exatos. Grant foi cremado em 4 Dezembro de 1995 no Cemitério Hellingly.